# Ritme van de regen
Ritme van de regen is een liedje van de Nederlandse zanger Rob de Nijs, een cover van Rhythm of the Rain van de Amerikaanse groep The Cascades en gecomponeerd door John Claude Gummoe. De tekst gaat over voorbije liefde en de hierop volgende eenzaamheid, die versterkt wordt door de vallende regen.

## Nederlandse hit
Gerrit den Braber vertaalde het lied in het Nederlands onder het pseudoniem Lodewijk Post. In februari 1963 is De Nijs al met het liedje te zien in het televisieprogramma Rooster van diezelfde Gerrit den Braber.
Het label van de single vermeldde dat hij het zou hebben opgenomen met zijn vaste begeleidingsband The Lords, maar tijdens de opnamen op 15 maart 1963 onder leiding van muziekproducent Jan de Winter in het Hof van Holland te Hilversum was het gebruikelijke ensemble Het Hofje aanwezig. Gitarist Wim Sanders, bassist Ger Daalhuisen en drummer Kees Kranenburg speelden de muziek in met organist en arrangeur Jack Bulterman. Als koortje werden The Fouryo's ingeschakeld. De eerste opname was na vele pogingen niet naar de zin van de producer: hij riep De Nijs terug en bij de tweede sessie stond het binnen een uur op de band.
Ritme van de regen werd in eerste instantie geperst op een van de zijden van Decca Records AT 10003; er werd geen A-kant of B-kant gegeven. Op de andere kant stond eveneens een cover: Voor Sonja doe ik alles in een tekst van Johnny Hoes van Für Gaby tue ich alles van Buchholz en Bradtke. Bij de verkoop bleek Ritme populairder dan Sonja. Een aantal maanden later werd Ritme van de regen de titel van een ep, met daarnaast Voor Sonja (tweede track van de A-kant). De B-kant werd gevuld met Trees en Stil verdriet (cover van Blue on blue). De ep kreeg een introductie mee van Skip Voogd, die al melding maakte van een hit. Wekenlang stond De Nijs ermee aan de spits van de Nederlandse Hit Parade.
Rijk werd De Nijs niet van zijn hit. Ritme van de regen was de derde single die hij mocht uitbrengen onder een contract nadat hij met The Lords de talentenjacht Tuk op talent in het Concertgebouw had gewonnen. De eerste twee flopten: Linda/De liefste die ik ken en Zij heette Jenny/Ik wil geen man als ik je bel. De Nijs en “The Lords” kregen in totaal gezamenlijk slechts 150 gulden

## Hitnoteringen

### Tijd voor Teenagers Top 10
| Hitnotering: 08-06-1963 t/m 28-09-1963 | Hitnotering: 08-06-1963 t/m 28-09-1963 | Hitnotering: 08-06-1963 t/m 28-09-1963 | Hitnotering: 08-06-1963 t/m 28-09-1963 | Hitnotering: 08-06-1963 t/m 28-09-1963 | Hitnotering: 08-06-1963 t/m 28-09-1963 | Hitnotering: 08-06-1963 t/m 28-09-1963 | Hitnotering: 08-06-1963 t/m 28-09-1963 | Hitnotering: 08-06-1963 t/m 28-09-1963 | Hitnotering: 08-06-1963 t/m 28-09-1963 | Hitnotering: 08-06-1963 t/m 28-09-1963 | Hitnotering: 08-06-1963 t/m 28-09-1963 | Hitnotering: 08-06-1963 t/m 28-09-1963 | Hitnotering: 08-06-1963 t/m 28-09-1963 | Hitnotering: 08-06-1963 t/m 28-09-1963 | Hitnotering: 08-06-1963 t/m 28-09-1963 | Hitnotering: 08-06-1963 t/m 28-09-1963 | Hitnotering: 08-06-1963 t/m 28-09-1963 | Hitnotering: 08-06-1963 t/m 28-09-1963 |
| Week                                   | 1                                      | 2                                      | 3                                      | 4                                      | 5                                      | 6                                      | 7                                      | 8                                      | 9                                      | 10                                     | 11                                     | 12                                     | 13                                     | 14                                     | 15                                     | 16                                     | 17                                     |                                        |
| -------------------------------------- | -------------------------------------- | -------------------------------------- | -------------------------------------- | -------------------------------------- | -------------------------------------- | -------------------------------------- | -------------------------------------- | -------------------------------------- | -------------------------------------- | -------------------------------------- | -------------------------------------- | -------------------------------------- | -------------------------------------- | -------------------------------------- | -------------------------------------- | -------------------------------------- | -------------------------------------- | -------------------------------------- |
| Nummer                                 | 9                                      | 9                                      | 8                                      | 9                                      | 4                                      | 4                                      | 4                                      | 4                                      | 6                                      | 6                                      | 5                                      | 5                                      | 5                                      | 5                                      | 9                                      | 9                                      | 9                                      | uit                                    |

### NPO Radio 2 Top 2000
| Nummer met noteringen in de NPO Radio 2 Top 2000 | '99  | '00  | '01  | '02  | '03  | '04  | '05  | '06  | '07  | '08  |
| ------------------------------------------------ | ---- | ---- | ---- | ---- | ---- | ---- | ---- | ---- | ---- | ---- |
| Ritme van de regen                               | 1037 | 1287 | 1074 | 1608 | 1166 | 1612 | 1481 | 1429 | 1798 | 1505 |

1. ↑  Een vetgedrukt getal geeft de hoogste notering aan.
2. ↑  Deze tabel is bijgewerkt tot en met de laatste editie (2024).

### Evergreen Top 1000
| Evergreen Top 1000 | Evergreen Top 1000 | Evergreen Top 1000 | Evergreen Top 1000 | Evergreen Top 1000 | Evergreen Top 1000 | Evergreen Top 1000 | Evergreen Top 1000 | Evergreen Top 1000 | Evergreen Top 1000 | Evergreen Top 1000 | Evergreen Top 1000 | Evergreen Top 1000 | Evergreen Top 1000 | Evergreen Top 1000 | Evergreen Top 1000 | Evergreen Top 1000 |
| Jaar               | 2008               | 2009               | 2010               | 2011               | 2012               | 2013               | 2014               | 2015               | 2016               | 2017               | 2018               | 2019               | 2020               | 2021               | 2022               | 2023               |
| ------------------ | ------------------ | ------------------ | ------------------ | ------------------ | ------------------ | ------------------ | ------------------ | ------------------ | ------------------ | ------------------ | ------------------ | ------------------ | ------------------ | ------------------ | ------------------ | ------------------ |
| Positie            | 227                | 180                | 172                | 172                | 171                | 165                | 230                | 484                | 344                | 385                | 504                | 481                | 291                | 370                | 275                | 266                |